# Badende Venus
Badende Venus (Originaltitel: Bathing Beauty) ist ein US-amerikanischer Musicalfilm des Regisseurs George Sidney aus dem Jahr 1944. Der Film bedeutete den internationalen Durchbruch für die damals 22-jährige Esther Williams.

## Handlung
In Los Angeles bereitet sich der populäre Songwriter Steve Elliot darauf vor, Caroline Brooks zu heiraten, die sich vorgenommen hat, ihren Job als College-Schwimmlehrerin aufzugeben, sobald sie geheiratet hat. Ebenso plant Steve, seine Karriere als Songwriter aufzugeben, obwohl der New Yorker Produzent George Adams ihn bereits beauftragt hat, neue Songs für eine Wasserballett-Show zu schreiben.
Als George mitbekommt, wie Steve mit Caroline über seinen „Ruhestand“ spricht, schwört er, die Hochzeit zu verhindern, und engagiert Maria Dorango, eine aufstrebende Schauspielerin, die sich als lateinamerikanische Sängerin ausgibt, um ihm zu helfen. Augenblicke, nachdem ein Friedensrichter den rothaarigen Steve und Caroline zu Mann und Frau erklärt hat, stürmt Maria herein und behauptet, Steve sei ihr Ehemann und der Vater ihrer drei rothaarigen Kinder, die sie in diesem Moment zur Welt gebracht hat. Obwohl Steve seine Unschuld beteuert, stürmt Caroline wutentbrannt davon und kehrt zu ihrem Lehrauftrag am Victoria College in New Jersey zurück. Ein entschlossener Steve und sein Freund, Carlos Ramírez, folgen ihr dorthin, doch der Zutritt zu der reinen Frauenschule wird ihnen verwehrt.
Später, in einem New Yorker Nachtclub, trifft Steve den betrunkenen Anwalt Chester Klazenfrantz und erfährt, dass dieser angeheuert wurde, um die Satzung des Victoria College zu ändern, das sich nie offiziell als reine Frauenschule bezeichnet hat. Mit dieser Information bewaffnet, kehrt Steve nach Victoria zurück und besteht darauf, sich für die Aufnahme zu bewerben. Ohne von Carolines Beziehung zu Steve zu wissen, schlägt Dekan Clinton dem Lehrkörper vor, ihn für eine zweiwöchige Probezeit zuzulassen, in der sie ihm 100 Fehlerpunkte geben würden, was ihn für einen Rauswurf vor dem Elterntag qualifizieren würde.
Einmal eingeschrieben, versucht Steve mit Caroline zu sprechen, aber sie weigert sich, seine Erklärungen anzuhören, und sagt ihm, dass sie eine Annullierung anstrebt. Später, im Musikunterricht, versucht der schwerfällige Professor Hendricks, Steve zu diskreditieren, dessen Anwesenheit auf dem Campus einen Aufruhr unter den Studentinnen verursacht hat, indem er ihm befiehlt, seine eigene Version der schottischen Ballade Loch Lomond zu schreiben und die Klasse am nächsten Tag zu unterrichten. Mit Hilfe einiger talentierter Studenten, Carlos, dem Musiklehrassistenten, und Steves Freund Harry James und seinem Orchester erfüllt Steve Hendricks’ Herausforderung und erhält eine Eins.
In dieser Nacht besucht Steve Caroline in ihrem Haus, wird aber hinausgeworfen, als Willis Evans, ein konservativer Botanikprofessor, der in Caroline verliebt ist, eintrifft. Als Caroline bemerkt, dass Steve sich in ihrem Schrank versteckt, um sie auszuspionieren, befiehlt sie Willis’ Dogge Duke, die Schranktür zu bewachen, während sie Steve daran erinnert, dass er wegen Verstoßes gegen die Ausgangssperre des Hauses verwiesen wird, wenn er nicht in fünf Minuten in seinem Zimmer ist. Mit nur wenigen Sekunden Vorsprung gelingt es Steve, den Hund lange genug auszutricksen, um zurück in sein schmuddeliges Kellerzimmer zu entkommen. Steve wird daraufhin von George besucht, der ihm droht, ihn in der Presse zu verunglimpfen, wenn er seine Songs nicht fertigstellt. Als Steve jedoch tödliche Rache an der Person schwört, die Maria angeheuert hat, macht George einen Rückzieher und bietet an, Steve bei seinen Hausaufgaben zu helfen. Dekan Clinton, besorgt über den bevorstehenden Elterntag, befiehlt unterdessen Steves Professoren, die ihn mit nur fünfundfünfzig Punkten bestraft haben, sich gegen ihn zu wehren. Zu diesem Zweck zwingt Frau Zarka, Steves unbarmherzig strenge Ballettlehrerin, ihn dazu, ein Tutu zu tragen und mit den Studentinnen zu tanzen, aber Steve stellt sich wieder einmal der Herausforderung.
Ein inzwischen verzweifelter Dean Clinton bittet Caroline, mit Steve auszugehen und dafür zu sorgen, dass er nach der Ausgangssperre wieder bei Victoria eintrifft. Caroline stimmt zu, aber im Laufe des Abends überzeugt Steve sie von seiner Unschuld, und während sie zurück zur Schule fahren, schmieden die Frischvermählten Pläne, gemeinsam nach Kalifornien zurückzukehren. Ohne dass Caroline und Steve es wissen, ist Maria auf dem Campus und versucht, George, der sie loswerden will, vor Steve bloßzustellen. Zur gleichen Zeit taucht eine Studentenverbindung auf dem Campus in Steves Zimmer auf, in der Hoffnung, ihn einzuweihen, und Jean Allenwood, eine andere Studentin, taucht mit der Nachricht auf, dass ihre Eltern und Dekan Clinton auf dem Weg zu ihm sind, um sein Zimmer zu inspizieren. Während Steve verzweifelt alle Frauen in zwei Schränken versteckt und Caroline davon abhält, Maria zu entdecken, taucht unerwartet George auf. Obwohl es Steve gelingt, George und sich selbst zu verstecken und Dean Clinton und die Allenwoods zu täuschen, macht sich Maria bald bei Caroline bemerkbar, die wieder einmal wütend abreist. Später verspricht Steve, Songs für Georges Wasserballett-Show zu schreiben, unter der Bedingung, dass er Caroline zum Star macht. George stimmt zu, und nachdem Maria Caroline endlich die Wahrheit sagen kann, ist Caroline wieder glücklich mit Steve vereint, der George daraufhin eine Tracht Prügel verpasst.

## Veröffentlichung
Die Premiere des Films fand am 27. Juni 1944 im Astor Theater in New York City statt. Für das Ereignis stellte Metro-Goldwyn-Mayer ein sechs Stockwerke hohes Plakat von Williams auf, die in den Times Square eintaucht, mit einem großen Schild, auf dem stand: „Come on in. The water’s fine!“ („Kommen Sie herein. Das Wasser ist in Ordnung!“) In den bundesdeutschen Kinos lief er erstmals am 1. September 1950, in der DDR am 10. August 1985 auf DFF 1.
Mit den wunderbaren Melodien des Films und den extravaganten Wasserszenen war Badende Venus ein Kassenschlager. Laut MGM-Aufzeichnungen spielte der Film 3.284.000 $ in den USA und Kanada ein und 3.608.000 $ anderswo, was einen Gewinn von 2.132.000 $ ergab. In Frankreich war er mit 5.438.665 Besuchern einer der beliebtesten Filme des Jahres 1946.

## Kritik
Die Reaktionen auf den Film waren „glühend“, wie Williams in ihrer Autobiografie schrieb. Eine Kritik der New York Times aus dem Jahr 1944 spottete über den Titel, schrieb aber auch: „Miss Williams’ Talente als Schwimmerin – ganz zu schweigen von ihren anderen Attributen – machen jeden Titel, den das Studio ihr geben will, für uns okay. Wenn sie in einem rosaroten Badeanzug durch das kristallblaue Wasser schwimmt oder in dem von John Murray Anderson inszenierten knallbunten Wasserkarneval in glasklarer Pracht planscht, ist sie für uns eine Badeschönheit, auch wenn sie an den Fersen hineingeschleift wird. Mit anderen Worten: ‚Bathing Beauty‘ ist ein bunter Schauer aus Musik, Komödie und Tanz. Da der Juli heiß auf den Fersen des Juni hechelt, ist es eine angenehme Erfrischung, die man zur Hand haben sollte.“
Der Filmdienst meinte: „Verschwenderisch ausgestatteter Musikfilm mit attraktiven Show-Elementen (Wasserrevue) und handfester Komik. Ganz auf Esther Williams zugeschnitten.“